# Andrádi Zsanett
Andrádi Zsanett (Dunaújváros, 1980. május 27. –) magyar színésznő.

## Életpályája
1997-1998 között a székesfehérvári Vörösmarty Színházban játszott gyerekszereplőként, itt került kapcsolatba a színház világával. 18 évesen fellépett még a Várszínházban és a Petőfi Musical Stúdióban is. 1998-2001 között színész mesterséget tanult a Pesti Magyar Színházhoz tartozó Nemzeti Színiakadémián. Ez idő alatt a színház foglalkoztatta. Tanulmányai végeztével a kecskeméti Katona József Színházhoz szerződött, ahol hat évet töltött. 2007-től szabadúszó színészként dolgozik. A Vígszínházban és a Centrál Színházban is rendszeresen fellép.

## Színpadi szerepei
- Mészáros László-Deák-Lőrincz Andrea: Hófehérke (Tükör)
- Jule Styne-Bob Merrill:Sugar, Van, aki forrón szereti (Virág)
- Duba Gábor-Háda János-Szolnoki Péter-Török Tamás: Haverok, Buli, Bon-Bon (Zoé)
- R.Rodgers-O.Hammerstein:A Muzsika hangja (Liesl)
- Ken Ludwig: Botrány az operában (Maggie)
- Emmet Lavery: Az úr katonái (Jimmy)
- Dés-Nemes-Böhm-Horváth-Korcsmáros: Valahol Európában (Éva)
- Miklós Tibor-Kocsák Tibor: Anna Karenina (Dolly)
- Weöres Sándor: Csalóka Péter (Bíróné)
- Szirmai Albert: Mágnás Miska (Úrhölgy)
- Jevgenyij Lvovics Svarc: A király meztelen (Bárónő; Kisleány; Udvarhölgy; Pékné)
- Kálmán Imre: A cigányprímás (Sári)
- William Shakespeare: Sok hűhó semmiért (Egy fiú)
- Eisemann Mihály: Fekete Péter (Hajnal Nikolett)
- Jacques Offenbach: Orfeusz az alvilágban (Cupido)
- Alan Alexander Milne: Játsszunk Micimackót (Malacka)
- Sütő András: Káin és Ábel (Arabella)
- Louis Feydeau: Meglőttük a fényes sellőt (Lisa, a szobalány)
- Molnár Ferenc-Miklós Tibor-Kocsák Tibor: A vörös malom (Ilonka)
- Kálmán Imre: A cirkuszhercegnő (Mabel)
- Sibylle Berg: Helge élete (Tina félelme)
- Witold Gombrowicz: Yvonne, Burgundi hercegnő (I. udvarhölgy)
- Pierre-Augustin Caron de Beaumarchais: Figaro házassága, avagy egy őrült nap (Fanchette)
- Henri Meilhac-Albert Millaud: Nebáncsvirág (Marianne)
- Gosztonyi János: A mi Józsink (Galamb Irén, szubrett)
- Bagossy László: E-chat
- Zerkovitz Béla: Csókos asszony (Rica-Maca, sanzonett)
- Zalán Tibor: A shówkirálynő (Liba; Rablókislány; Nárcisz; Manó; Folyó)
- Georg Büchner: Danton halála (Eugénie)
- Huszka Jenő: Bob herceg (Rézi, csaposlány)
- Jim Steinman-Michael Kunze: Vámpírok bálja (Sarah)
- Pozsgai Zsolt: Kecskeméti kiskondás (Töfi, lány kismalac; Fülemüle)
- James Rado-Gerome Ragni-Galt MacDermot: Hair (Jeannie)
- Joe Dipietro-Jimmy Roberts: Ájlávjú... de jó vagy, légy más! (Első nő)
- Jeff Marx-Robert Lopez: A mi utcánk - Avenue Q (Mrs. B.; Mackólány)
- George Bernard Shaw: Magányos Johanna
- Joseph Stein: Hegedűs a háztetőn (Bjelke)
- Miklós Tibor-Szomor György: Robin Hood (Lady Marian)
- Alan Ayckbourn: A Hang-villa titka (Suzy)
- Szarka Gyula-Arany János: Toldi (Özvegy)
- Tallér Edina-Czomba Imre: Érinthetetlenek (Hanna)
- William Shakespeare: Szentivánéji álom (Mustármag, tündér)
- Petőfi Sándor: A helység kalapácsa (Szemérmetes Erzsók)

## Filmszerepei
| Cím                                    | Szereplő          |
| -------------------------------------- | ----------------- |
| Égi madár (2011)                       | Mari              |
| Munkaügyek (2012)                      | Anikó             |
| Pillangó (2012)                        | Róza              |
| Fapad (2014)                           | Női utas          |
| Tóth János (2017)                      | Zsófia            |
| Csak színház és más semmi (2019)       | Eladó             |
| Egyszer volt Budán Bödör Gáspár (2020) | Szomszéd          |
| A renitens (2025)                      | Jegyzőkönyvvezető |

## Szinkronszerepei
| Film vagy sorozat cím            | Eredeti cím                    | Szereplő        | Színész             | Megjegyzés                                                 |
| -------------------------------- | ------------------------------ | --------------- | ------------------- | ---------------------------------------------------------- |
| Anubisz házának rejtélyei        | House of Anubis                | Nina Martin     | Nathalia Ramos      | angol misztikus sorozat                                    |
| A házasság buktatói              | Evlilik Hakkinda Her Şey       | Funda Demir     | Burcu Söyler        | török televíziós drámasorozat                              |
| Bleach                           | Bleach                         | Loly Aivirrne   | Takeda Hana         | anime akciósorozat                                         |
| Csonthülye 2. – Csapás a múltból | Mr Bones 2: Back from the Past |                 | további magyar hang | amerikai filmvígjáték                                      |
| Dragon Ball GT                   | Dragon Ball GT                 | Valese          | Janasze Nacumi      | anime akciósorozat                                         |
| Doktor Murphy                    | The Good Doctor                | Lea Dilallo     | Paige Spara         | amerikai drámasorozat                                      |
| Bia                              | Bia                            | Helena          | Gabriella di Grecco | argentín telenovella                                       |
| Monster High sorozat, filmek     | Monster High                   | Abby Bominable  | Erin Figetzlard     | amerikai animációs fantasysorozat                          |
| Teen Wolf                        | Teen Wolf                      | Lydia Martin    | Holland Roden       | amerikai természetfeletti drámasorozat                     |
| Sailor Moon R: A rózsa ígérete   | Sailor Moon R Movie            | Luna            | Han Keikó           | anime fantasysorozat                                       |
| A szív útjai                     | Dudaktan kalbe                 | Lamia Sönmez    | Asli Tandogan       | török drámasorozat                                         |
| Vámpírunk, a gyerekcsősz         | My Babysitter’s a Vampire      | Sarah           | Vanessa Morgan      | kanadai vígjátéksorozat                                    |
| Zack és Cody a fedélzeten        | The Suite Life on Deck         | Bailey Pickett  | Debby Ryan          | amerikai filmvígjáték                                      |
| Sharpe aranya                    | Sharpe's gold                  | Ellie Nugent    | Jayne Ashbourne     | angol kalandfilm                                           |
| Harag                            | Fury                           | Emma            | Alicia von Rittberg | amerikai akciófilm                                         |
| The Walking Dead                 | The Walking Dead               | Maggie Green    | Lauren Cohan        | amerikai horrorsorozat                                     |
| Szívek doktora                   | Hart of Dixie                  | Tansy Truitt    | Mircea Monroe       | amerikai vígjátéksorozat                                   |
| Hátrahagyottak                   | The Leftovers                  | Aimee           | Emily Meade         | amerikai drámasorozat                                      |
| Ravenswood, az elátkozott város  | Ravenswood                     | Olivia Matheson | Meritt Patterson    | amerikai drámasorozat                                      |
| Szarvak                          | Horns                          | Merrin Williams | Juno Temple         | amerikai-kanadai filmdráma                                 |
| Little Charmers                  | Little Charmers                | Hazel           | Addison Holley      | kanadai animációs oktató sorozat                           |
| Barbie és a titkos ajtó          | Barbie and the secret door     | Romy            | Chanelle Peloso     | amerikai animációs misztikus film                          |
| Barbie, a rocksztár hercegnő     | Barbie in Rock 'n Royals'      | Erica (ének)    | Chiara Zanni        | amerikai animációs musicalfilm                             |
| Rozsdalovag                      | Ritter Rost                    | Burgfraulein Bö | Carolin Kebekus     | német animációs fantasyfilm                                |
| Superfast! – Haláli iramban      | Superfast!                     | Michelle        | Andrea Navedo       | amerikai filmvígjáték                                      |
| Csajok a zűrből                  | Lightning Point                | Madison         | Paige Houden        | ausztrál filmvigjáték                                      |
| Odaát                            | Supernatural                   | Becky Rosen     | Emily Perkins       | amerikai horrosorozat                                      |
| Csoda Kitty                      | Unikitty                       | Dr. Fox         | Kate Micucci        | amerikai animációs vigjátéksorozat                         |
| Dóra                             | Dora                           | Isa             | Tandi Fomukong      | amerikai–kanadai 3D-s számítógépes animációs kalandsorozat |